# Phobos (mytologi)

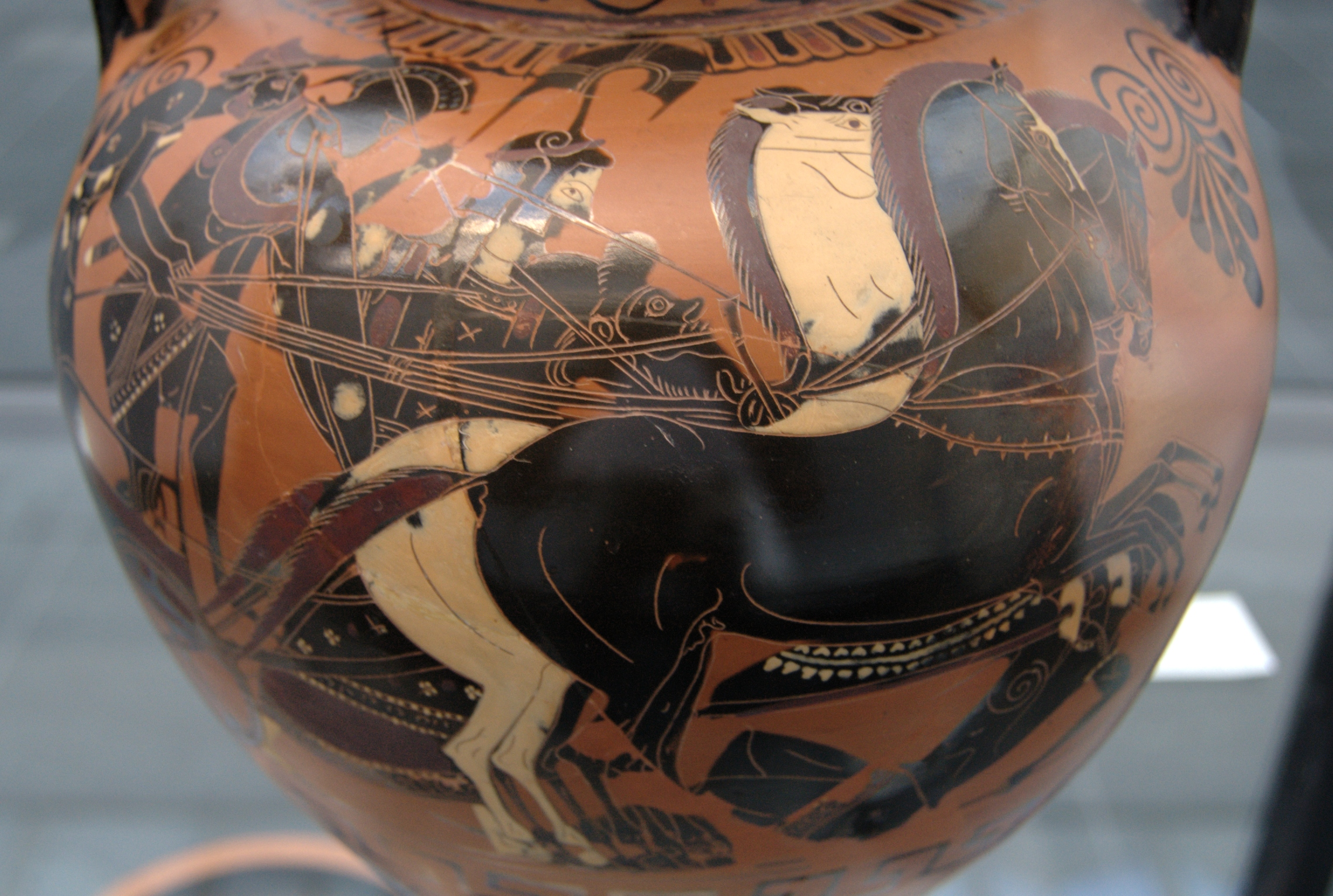
Phobos och Ares i Ares vagn.

Phobos var son till Ares och Afrodite, samt skräckens personifikation i den grekiska mytologin. Phobos uppträder oftast tillsammans med sin bror Deimos (fruktan) och gudinnan Enyo (fasa), då de följer Ares på stridsfältet. Hans romerske motsvarighet är Timor eller Timorus. I romersk mytologi kallas han också för Pavor. 
Phobos återkommer ihop med Deimos vid flera tillfällen i Iliaden. 